# 三遊亭若圓歌
三遊亭 若圓歌（さんゆうてい わかえんか、1946年7月3日 - 2024年4月7日）は、落語協会所属の落語家。東京都文京区出身。本名∶公文 治。出囃子は『大名行列』、定紋は『片喰』。

## 来歴
タクシー運転手を経て、1969年1月に二代目三遊亭歌奴に入門。歌五を名乗り内弟子として前座修行する。その後1974年3月に歌文と改名。
1977年1月に8年間の内弟子生活を終わる。1979年3月、落語協会色物・漫談家として活動を開始する。1987年8月に落語家に復帰、歌慎の名前で二ツ目となる。
1993年9月に古今亭菊寿、入船亭扇海、柳家喜多八、三代目入船亭扇蔵、四代目柳亭市馬、柳家さん生、柳家はん治、全亭武生、古今亭志ん上と共に真打昇進し、若圓歌に改名。1991年1月に国立演芸場若手花形演芸銀賞受賞。
2017年4月、師匠三代目三遊亭圓歌が死去。その際圓歌門下でまだ二ツ目だった弟弟子三遊亭歌扇を預かり弟子とする。歌扇は2020年3月に真打昇進した。
2024年4月7日1時29分、膵臓がんのため、死去した。訃報は同月12日、落語協会より公表された。生前最後の寄席出演は、2023年1月10日の浅草演芸ホールとなった。

## 芸歴
- 1969年1月∶二代目三遊亭歌奴に入門、前座名「歌五」。
- 1974年3月∶「歌文」と改名。
- 1977年1月∶8年間の内弟子生活を終える。
- 1979年3月∶落語協会色物「漫談」として高座に上がる。
- 1987年8月∶落語家として二ツ目昇進、「歌慎」と改名。
- 1993年9月∶真打昇進、「若圓歌」と改名。

## 弟子
- 四代目三遊亭歌扇 - 三代目圓歌死去に伴い移籍

## 受賞歴
- 1991年（平成3年）1月 - 国立演芸場若手花形演芸銀賞